# Cmentarz żydowski w Raniżowie
Cmentarz żydowski w Raniżowie – kirkut społeczności żydowskiej niegdyś zamieszkującej Raniżów. Nie wiadomo kiedy dokładnie powstał. Ma powierzchnię 0,75 ha. Został zniszczony podczas II wojny światowej. Obecnie na nieogrodzonym terenie zachowały się jedynie fragmenty zniszczonych nagrobków.